# Þórunn Egilsdóttir (Politikerin)

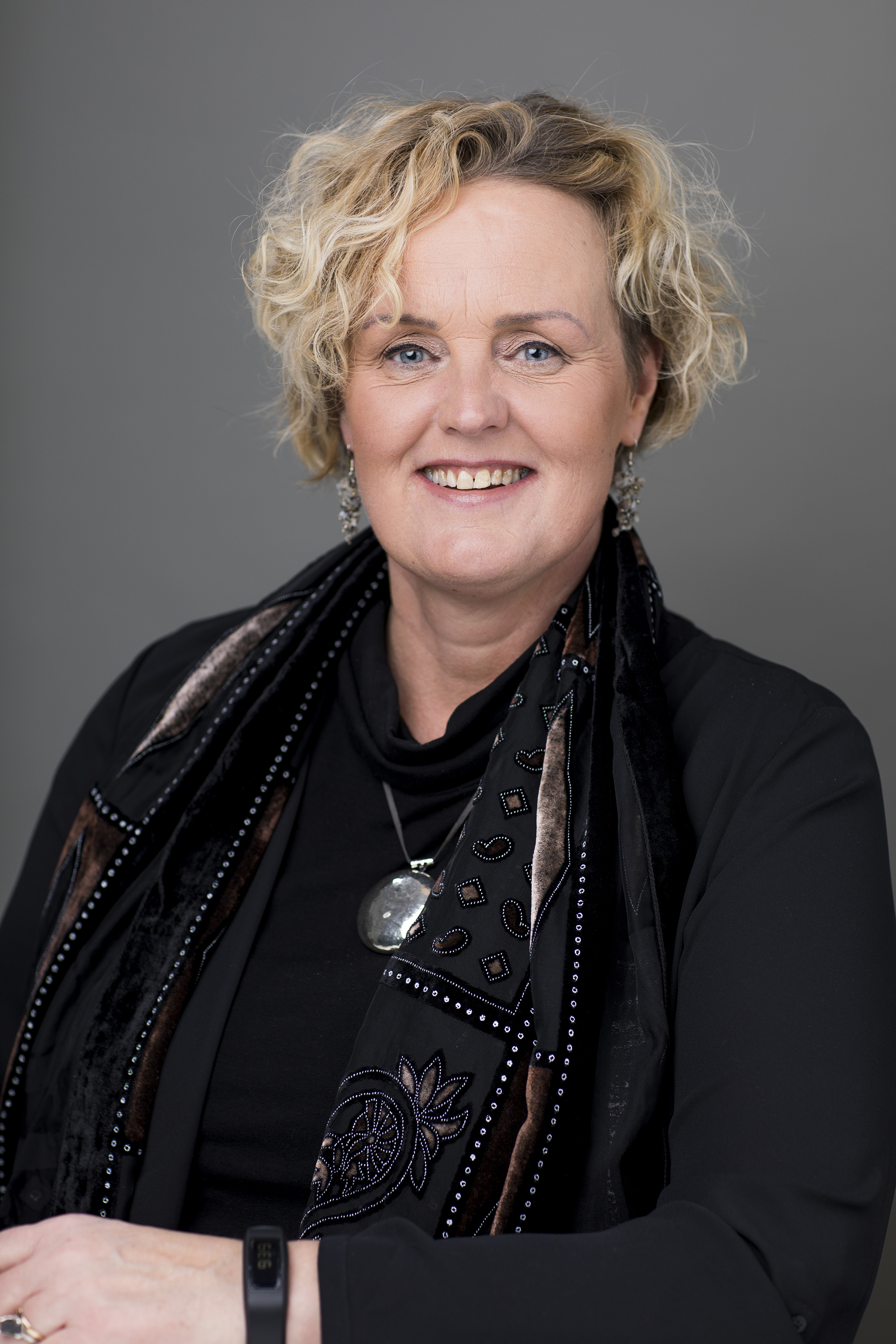
Þórunn Egilsdóttir, 2016

Þórunn Egilsdóttir (deutsche Transkription Thorunn Egilsdottir, * 23. November 1964 in Reykjavík; † 9. Juli 2021 in Akureyri) war eine isländische Politikerin (Fortschrittspartei).

## Werdegang
Þórunn war seit 1986 als Schafzüchterin tätig. Nachdem sie 1999 das Lehramtsstudium an der damaligen pädagogischen Hochschule Islands (Kennaraháskóli Íslands, KHÍ) mit einem Bachelor of Education abgeschlossen hatte, wirkte sie zudem bis 2008 als Grundschullehrerin, von 2005 bis 2008 in der Schulleitung. Von 1998 bis 2008 gehörte sie dem Komitee für Soziales der Gemeinde Vopnafjörður an. Sie war von 2008 bis 2013 Projektleiterin beim Wissensnetz Austurland.
Seit der isländischen Parlamentswahl vom 27. April 2013 war Þórunn Abgeordnete des isländischen Parlaments Althing für den nordöstlichen Wahlkreis. 2015 war sie Fraktionsvorsitzende der Fortschrittspartei. Ihr Nachfolger in diesem Amt, Ásmundur Einar Daðason, trat nicht zur Parlamentswahl in Island 2016 an; seit 2016 hatte Þórunn wiederum den Fraktionsvorsitz inne.
Þórunn Egilsdóttir war von 2013 bis 2016 Mitglied des Parlamentsausschusses für Wirtschaftsangelegenheiten und Vorsitzende der isländischen Delegation in der Parlamentarischen Versammlung der NATO. Von 2013 bis 2015 gehörte sie auch dem Ausschuss für Wohlfahrt an. Von 2016 bis 2017 war sie Vorsitzende des Ausschusses für Justizangelegenheiten und Bildung. Seit 2017 gehörte sie dem Verfassungs- und Aufsichtsausschuss an und war stellvertretende Vorsitzende der isländischen Delegation im Westnordischen Rat.
Sie starb am 9. Juli 2021 im Krankenhaus in Akureyri an Brustkrebs. Sie hatte ihre Tätigkeit im Parlament aufgrund ihrer Krebserkrankung, die sie offen thematisierte, bereits im Januar 2021 beendet und angekündigt, zur Parlamentswahl in Island 2021 nicht mehr anzutreten. Ihren Sitz nahm Þórarinn Ingi Pétursson ein, der sie schon früher als Ersatzmann (varaþingmaður) im Parlament vertreten hatte.